# Жан, Жайро
Жайро Эстефано Жан (фр. Jairo Hestefano Jean; род. 22 июня 1998, Порт-о-Пренс) — гаитянский футболист, вингер казахстанского клуба «Актобе».

## Клубная карьера
Футбольную карьеру начинал на родине в клубах «Сен-Луи» и «Америка де Ке».
В 2019—2021 годах выступал в чемпионате Доминиканской Республики за клубы «Атлетико Сан-Кристобаль» и «Харабакоа».
В 2021 году перешёл в боливийский клуб «Реал Санта-Крус». 14 сентября 2021 года в матче против клуба «Олвейс Реди» дебютировал в чемпионате Боливии (0:4), выйдя на замену на 46-й минуте вместо Сауло Герры.
В январе 2023 года стал игроком боливийского клуба «Олвейс Реди».
В феврале 2024 года подписал контракт с казахстанским клубом «Актобе».

## Карьера в сборной
За сборную Гаити дебютировал 20 июня 2023 года в неофициальном товарищеском матче со сборной Тринидада и Тобаго.
Был включён в состав сборной на Золотой кубок КОНКАКАФ 2023.

## Достижения
«Актобе»
- Бронзовый призёр Чемпионата Казахстана: 2024
- Обладатель кубка Казахстана: 2024

## Клубная статистика
| Игровая карьера | Игровая карьера | Игровая карьера | Лига | Лига | Кубок | Кубок | Межд. | Межд. | Др. | Др. |
| --------------- | --------------- | --------------- | ---- | ---- | ----- | ----- | ----- | ----- | --- | --- |
| 2021            | Реал Санта-Крус | А               | 12   | 2    | —     | —     | —     | —     | —   | —   |
| 2022            | Реал Санта-Крус | А               | 32   | 5    | —     | —     | —     | —     | —   | —   |
| 2023            | Реал Санта-Крус | А               | 10   | 4    | 1     | 0     | —     | —     | —   | —   |
| 2023            | Олвейс Реди     | А               | 15   | 1    | 7     | 3     | 2     | 0     | —   | —   |
| 2024            | Актобе          | А               | 23   | 4    | 7     | 1     | 2     | 1     | —   | —   |
| 2025            | Актобе          | А               | 16   | 6    | 1     | 0     | 3     | 0     | —   | —   |